# 週刊ゲンスイ
週刊ゲンスイ（しゅうかんゲンスイ）は、名古屋CBCラジオで放送されていた番組。楠本柊生とアシスタントの武藤優作が繰り広げる雑学系ラジオ番組。「往年の深夜放送を復活させる」をスローガンとしている。2009年4月4日をもってラジオでの放送を終了したが、なおもオンデマンドで放送される。

## 放送時間
- 2009年3月28日まで
  - 毎週土曜日23:00-23:30
- 2009年4月から
  - 毎週土曜日24:00更新

## 出演者
- 楠本柊生（くすもと しゅうせい）

週刊ゲンスイのパーソナリティ。番組内では，「元帥」と呼ばれることが多い。また、かつては「帝國元帥」、「げんし」（元帥→元師→げんし）などと呼ばれていた。
- 武藤優作（むとう ゆうさく）

週刊ゲンスイのアシスタント。番組内では、「ムータン」、「中尉」などと呼ばれることもある。また、2005年には干支の酉にちなんで「武藤酉作」、2006年には戌にちなんで「武藤犬作」などと呼ばれていたこともある。

## 番組の歴史
- 2002年7月13日 『週刊第14帝國』として放送開始。
- 2006年4月8日 番組名を『週刊第14帝國』から『週刊ゲンスイ』に。
- 2006年5月6日 武藤が曜日を間違え神戸に行っており、楠本のソロ放送となる。
- 2006年5月20日 通算200回記念放送。（ゲスト:歌舞伎俳優・市川弘太郎）
- 2006年6月17日 週刊ゲンスイHPの中尉のプロフィールの欄が武藤中尉（ムータン）からムータン（武藤優作）になる。
- 2006年7月1日 Netも週刊ゲンスイにおいて「世界のニュース」のコーナーの配信が始まる。
- 2008年4月 Netも週刊ゲンスイが打ち切られ、代わりに楠本柊生のホームページで30分すべての放送がオンデマンドで聴けるようになった。
- 2009年3月 週刊ゲンスイのラジオ放送終了。しかし、それ以降もオンデマンドでは放送されることが決定する。
- 2009年12月30日 ニュース速報がアメブロに移籍するとともに週刊ゲンスイもニュース速報内にアップされるようになる。また、携帯電話からも週刊ゲンスイが聴けるようになった。
- 2010年2月7日 週刊ゲンスイの一時休止を発表。

## その他
- タイトルについては、『週刊第14帝國』としての放送開始前に、週刊誌の「週刊現代」をパクリ、現在の『週刊ゲンスイ』と言う案があったそうだが、「元帥以外にもいろんな人が出るから」と言うことで却下され、『週刊第14帝國』となったらしい。
- 元帥のわかりやすい語り口や、あらゆる時事ネタに精通しており、あらゆる層から絶大な人気を博している。
- 週刊第14帝國時代にはニッポン放送系の深夜番組「オールナイトニッポン」でおなじみの「BITTERSWEET SAMBA」をテーマ曲に使用していた。
- この番組は途中CMがなく、23:29:00まで途切れなくしゃべり続ける。ただし、1時間スペシャルの時はスポンサーがつき、CMが流れた。
- 「世界のニュース」のコーナーのみ、インターネットサイト「Netも週刊ゲンスイ」で楽しめた。インターネット版には、イラストレーターキン・シオタニのイラストがついていた。